# Elise Aubert
Elise Sofie Aubert, född Aars 1837 i Lier, död 1909 i Kristiania, var en norsk författare. Hon var gift med Ludvig Aubert.
Aubert blev populär genom sina osökta och naturliga berättelser för unga flickor, Ett urval av hennes berättelser utkom 1910 under titeln Da bedstemor var ung. Av större betydelse är dock hennes kulturhistoriska skildringar: Fra hovedstaden i syttiaarene (1902) och Fra de gamle præstegaarde (1902). Hennes brev och dagböcker är utgivna under titeln Fra krinolinetiden, Elise Auberts ungdomsbreve og dagbøger (1921).